# Umbulgaria
Umbulgaria is een geslacht van rechtvleugeligen uit de familie krekels (Gryllidae). De wetenschappelijke naam van dit geslacht is voor het eerst geldig gepubliceerd in 1983 door Otte & Alexander.

## Soorten
Het geslacht Umbulgaria omvat de volgende soorten:
- Umbulgaria hillimunga Otte & Alexander, 1983
- Umbulgaria ita Otte & Alexander, 1983
- Umbulgaria longicauda Gorochov, 1986
- Umbulgaria obscura Chopard, 1925